# Bluff
Bluff é uma Região censo-designada localizada no estado norte-americano de Utah, no Condado de San Juan.

## Demografia
Segundo o censo norte-americano de 2000, a sua população era de 320 habitantes.

## Geografia
De acordo com o United States Census Bureau tem uma área de 
58,6 km², dos quais 57,2 km² cobertos por terra e 1,4 km² cobertos por água.

## Localidades na vizinhança
O diagrama seguinte representa as localidades num raio de 36 km ao redor de Bluff. 